# 沼川一彦
沼川 一彦（ぬまかわ かずひこ、1944年1月30日 - ）は、日本の実業家、馬主。
熊本県熊本市に本社を置く、健康食品の製造・販売などを手がける有限会社ペプチド・プリマの代表取締役社長を務める。

## 経歴
1944年、熊本県出身。20代の半ばから療術師として活動していたが、妻の産後の低血圧症状を改善させるために手に入れたペプチドプリマの効用に感銘を受け、1987年に事業を創業、のち1991年に有限会社ペプチド・プリマを設立した。

## 馬主活動

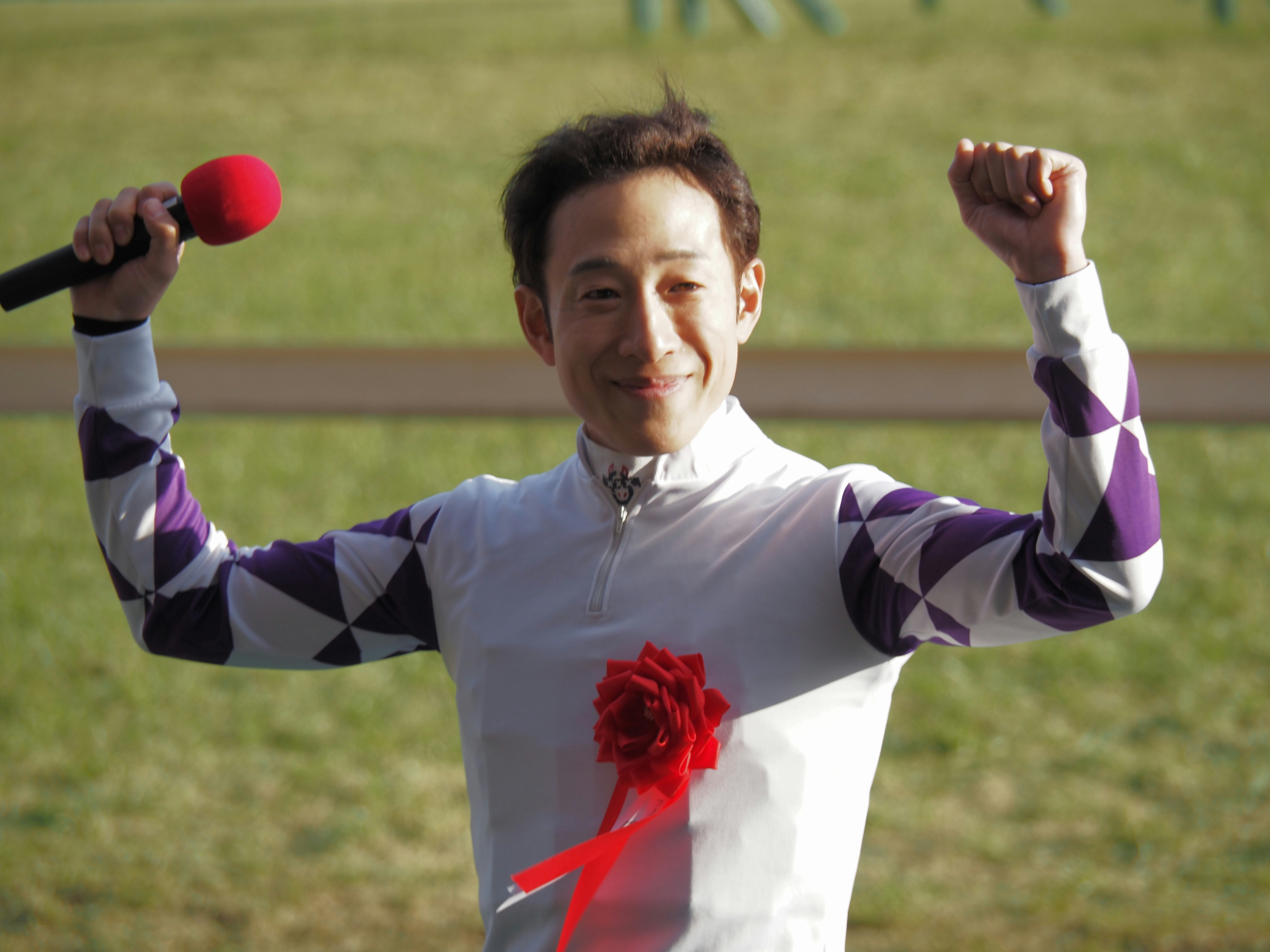
沼川の勝負服を着用した藤岡佑介

日本中央競馬会（JRA）に登録する馬主としても知られる。勝負服の柄は白、袖紫うろこで、ペプチドの原料であるサバがモチーフとなっている。冠名には「ペプチド」を用いている。
馬主になったきっかけは、手がけるペプチド製品を使用していた顧客が神戸市に在住する馬主であり、その馬主が所有馬にペプチドを飲ませてもよいかと尋ねてきて、自身も「ペプチドで育てた馬を走らせてみたい」と考えるようになったこと。現在も、所有馬には競走馬理化学研究所の検査に合格したペプチドを飲ませているという。
妻の瀧子も地方競馬全国協会（NAR）の馬主であり、中央競馬で頭打ちだった馬を地方競馬にて出走させている。

### 来歴
- 1993年 - JRAおよび南関東公営競馬にて馬主資格取得[4]。
- 2003年 - 11月12日の未勝利戦をビッグジェムが制し、初勝利。
- 2024年 - フェブラリーステークスをペプチドナイルが制し、重賞およびGI競走初制覇[5]。

## 主な所有馬

### GI競走優勝馬
- ペプチドナイル（2024年フェブラリーステークス）

### その他の所有馬
- ペプチドルビー（2007年すずらん賞、2009年すばるステークス）
- ペプチドアマゾン（2014年京都新聞杯2着、東京優駿4着）
- ペプチドバンブー（2021年名鉄杯）

## 著書
- 『サバペプチドで若返る、元気になる アミノ酸パワーで体がみるみる変わる!』（総合法令出版、2005年。ISBN 978-4893468901）